# Érújfalu
Érújfalu (1899-ig Zavada, szlovákul: Závada) község  Szlovákiában, a Besztercebányai kerületben, a Nagykürtösi járásban.

## Fekvése
Nagykürtöstől 18 km-re északkeletre fekszik.

## Története
A falu a 14. század második felében keletkezett, 1393-ban "Zaoud" alakban említik először. 1446-ban "Zawuoda", 1447-ben "Zawoda a. n. Wyfalw" néven tűnik fel a forrásokban. A divényi váruradalom része volt, majd a 18. századtól a kékkői uradalomhoz tartozott. 1828-ban 34 házában 454 lakos élt, akik mezőgazdasággal, állattartással foglalkoztak.
Vályi András szerint "ZAVADA. Falu Nógrád Várm. földes Urai Gr. Zichy, és Gr. Balassa Uraságok, fekszik Gácsfalvához nem meszsze, mellynek filiája; határja meglehetős"
Fényes Elek szerint "Zavada, Nógrád m. tót f. 12 kath., 267 evang. szegény lak. Szűk és sovány határ. Evang. anyatemplom. F. u. gr. Zichy., b. Balassa. Ut. p. Balassa-Gyarmat."
A trianoni békeszerződésig területe Nógrád vármegye Gácsi járásához tartozott.

## Népessége
| Év:            | 1994. | 2004.    | 2014.   | 2024.    |
| -------------- | ----- | -------- | ------- | -------- |
| Emberek száma: | 482   | 540      | 502     | 392      |
| Eltérés:       |       | +12,03 % | -7,03 % | -21,91 % |

| Év:            | 2023. | 2024.   |
| -------------- | ----- | ------- |
| Emberek száma: | 401   | 392     |
| Eltérés:       |       | -2,24 % |

1910-ben 203, túlnyomórészt szlovák anyanyelvű lakosa volt.
2001-ben 523 lakosából 504 szlovák volt.
2011-ben 519 lakosából 437 szlovák volt.
2021-ben 440 lakosából 403 szlovák, 5 ukrán, 2 magyar (0,45%), 2 cseh, 1 cigány, 1 lengyel, 1 olasz, 25 ismeretlen nemzetiségű volt.

## Neves személyek
- Itt született 1872-ben Bazovszky Lajos felvidéki politikus, ügyvéd, Bazovszky Kálmán testvére.
- Itt született Szegő Gizi karikaturista.
- Itt szolgált Antoni Dániel evangélikus lelkész.

## Nevezetességei
- Evangélikus temploma 1822-ben épült klasszicista stílusban. Oltára 1659-ben készült, késő reneszánsz stílusú.